# Isla Perro de Agua
Isla Perro de Agua es el nombre que recibe una isla fluvial venezolana que forma uno de los límites geográficos del Parque nacional Cerro Yapacana ubicado en el estado venezolano de Amazonas, específicamente en el municipio Atabapo, al sur del río ventuari, a 620 kilómetros al sur de la capital del país Caracas y con una elevación de 129 m s. n. m. en las coordenadas geográficas 03°44′26″N 67°00′11″O / 3.74056, -67.00306